# Saint Croix (fiume)
Saint Croix è un fiume lungo 114 km nel nordest del Nordamerica. È parte integrante del confine tra il Canada e gli Stati Uniti d'America, in quanto suddivide lo Stato del Maine da quello di New Brunswick. Il fiume nasce dal Lago Chiputneticook e scorre in direzione sud-sudest fino a sfociare nella Baia di Passamaquoddy, facente parte della Baia di Fundy.
Nel XX secolo è stato ampiamente sfruttato per produrre energia idroelettrica: la costruzione di dighe per questo tipo di produzione ha però ridotto sensibilmente la popolazione di salmoni in queste acque, un tempo molto numerosa.

## Navigazione
Il fiume Saint Croix venne subito usato dai primi coloni come via commerciale di collegamento tra la costa atlantica e l'entroterra, anche grazie al fatto che in parte questo corso d'acqua è navigabile. Il fiume veniva anche utilizzato per trasportare legname presso segherie e cartiere localizzate a Calais e Woodland.